# Joan Rafa i Mas
Joan Rafa i Mas (Alella, 9 de maig de 1908 - Barcelona, 20 de febrer de 1974) fou un futbolista català de les dècades de 1920 i 1930.

## Trajectòria
Fou un defensa esquerre molt destacat de finals dels anys 1920 i inicis de 1930. Jugà a la UE Sant Andreu d'on fitxà pel FC Barcelona el 1929, qui el cedí al FC Badalona pel torneig de Promoció. Durant aquesta cessió el club riberenc li signà un nou contracte, i el Barcelona entrà en litigi per recuperar-lo el 1930, fet que fou conegut a la premsa de l'època com el cas Rafa. Jugà al Barcelona fins a 1939 un total de 127 partits en els quals marcà un gol.